# 2018-as cannes-i fesztivál
A 71. cannes-i fesztivál 2018. május 8. és május 19. között került megrendezésre a Cannes-i Kongresszusi és Fesztiválpalotában.
2017. november 22-én jelentették be a fesztivál időpontját, és egyben azt, hogy a jövőben – az előző évek gyakorlatától eltérően – a rendezvény nem szerdán kezdődik és vasárnap ér véget, hanem egy nappal korábban. A szervezők szerint ezzel az apró módosítással megmarad a 12 napos időtartam, de a szombati záróesemény és díjkiosztás nagyobb médiafigyelmet kaphat és lehetővé teszi a nyitófilm premier előtti bemutatását. A nyitó- és zárógála házigazdájának a 2008-as és 2009-es fesztivál után immár harmadszor is Édouard Baer francia színészt, rádiós műsorvezetőt kérték fel.
2018. január 4-én hozták nyilvánosságra, hogy a rendezvény és a versenyfilm-zsűri elnökének a kétszeres Oscar-díjas ausztrál színésznőt, Cate Blanchettet kérték fel.

## A 2018-as fesztivál
A versenyprogram előválogatására 2017. november 1-jétől lehetett jelölni alkotásokat; a végső határidő nagyjátékfilmek esetében 2018. március 5., rövidfilmeknél március 1., míg a Cinéfondation rövidfilmjeinél február 15. volt. A nagyjátékfilmet tartalmazó fizikai hordozóeszköznek legkésőbb 2018. március 12-ig kellett beérkezniük. A különféle válogatóbizottságok összességében mintegy 1906 nagyjátékfilmet tekintettek meg, közülük kerültek ki a hivatalos válogatásban bemutatott alkotások. A versenyfilmek listáját április 18-án hozták napvilágra.
A nemzetközi filmfesztivált az Oscar-díjas Aszhar Farhadi nyolcadik nagyjátékfilmjével, a Penélope Cruz-Javier Bardem színészházaspár főszereplésével, spanyol-francia-olasz koprodukcióban készült Mindenki tudja című pszichothrillerrel nyitották meg a fesztiválpalota Lumière színháztermében. Az iráni rendező filmje egyike volt a hivatalos válogatás versenyprogramjában indított alkotásoknak. Ez évben a fesztivál szervezői visszatértek a záróvetítés gyakorlatához: az utolsó napon mutatták be Terry Gilliam 28 év óta dédelgetett álmát, a több nekifutás után elkészült Az ember, aki megölte Don Quijotét című, angol-portugál-spanyol koprodukcióban forgatott sci-fi kalandfilmjét. A program bejelentését követően a film egyik korábbi produkciós cége közölte a szervezőkkel, hogy szakításuk miatt perben állnak a rendezővel és követelte, vegyék le a filmet a műsorról. A bíróság elvetette a keresetet és kimondta: az alkotók közötti jogvita miatt a film nem veszítette el a fesztiválon való részvétel jogát.
A Cannes-i Fesztivál elnöke, Pierre Lescure, valamint az igazgatótanács úgy döntött, hogy a 2011-es botránya után hét évvel Lars von Trier dán rendező visszatérhet a rendezvényre A ház, amit Jack épített című, versenyen kívül vetített dán-francia-német-svéd horror-thrillerével.
Az Arany Pálmát 21 év után ismét japán film, Koreeda Hirokazu Bolti tolvajok című, egy üzletek kifosztásából élő álcsalád történetét bemutató filmdrámája nyerte. A fesztivál vezetésével egyetértésben, a díj történetében először, kivételesen, a zsűri Különleges Arany Pálmát ítélt oda a Le livre d’image című filmnek, melynek alkotója Jean-Luc Godard – a zsűrielnök Cate Clanchett szavaival – „egy művész, aki előbbre vitte a filmművészetet.” A díjat a rendező távollétében a film producere, Mitra Farahani vette át.
A fesztivál nagydíját az amerikai Spike Lee vehette át Csuklyások – BlacKkKlansman című politikai pamfletjéért, mely filmet az ökumenikus zsűri is külön dicséretben részesített. A legjobb rendezés díját a Hidegháború kapta; Paweł Pawlikowski családi ihletésű, az 1950-es években játszódó alkotása két különböző hátterű és neveltetésű, eltérő politikai rendszerekben élő fiatal szenvedélyes szerelmét meséli el. A kazah Szamal Eszljamova nyerte a legjobb női alakítás díját, az orosz-kazah Ajka című dráma címszerepéért. A legjobb színész az olasz Marcello Fonte lett, aki büncselekményekbe sodródott, végül gyilkossá vált kutyakozmetikust alakít Matteo Garrone Dogman – Kutyák királya című thrillerében. A legjobb forgatókönyv díját ez évben is megosztotta a zsűri az olasz Alice Rohrwacher A szent és a farkas, valamint a Dzsafar Panahi az iráni hegyekben titokban forgatott, három iráni nő portréját felrajzoló Három nő című filmdrámái között. Az iráni rendező politikai okokból nem hagyhatta el hazáját, így a film bemutatóján helye üres maradt; a díjat pedig az üzenetét felolvasó lánya vette át. A zsűri díját a libanoni rendezőnő, Nadine Labaki vihette haza, Kafarnaum – A remény útja című nagy közönségsikert, a vetítésen mintegy negyedórás tapsot kiváltó, többnyire amatőr szereplőkkel forgatott politikai töltetű drámájáért. A legjobb elsőfilmnek járó Arany Kamerát Lukas Dhont belga rendező vehette át az Un certain regard szekcióban bemutatott Lány című alkotásáért. 2018-ban egy új, a fesztivál szervezőitől független elismerést ítéltek oda, A polgárság díja (Prix de la citoyenneté) elnevezéssel. Az elismerést a cannes-i székhelyű Clap Citizen Cannes egyesület alapította a fesztivál versenyprogramjában indított azon magas művészi színvonalú filmnek, amely kihangsúlyozza az egyéni és kollektív emberi gazdagság erényeit, a nők és férfiak iránti szolidáris elkötelezettségeket, valamint bolygónk erőforrásainak megőrzését, a jövőbeli generációk érdekében tett minőségi környezetvédelemmel együtt. Ezt a díjat is Nadine Labaki vehette át alkotásáért.
A díjátadó gála záróeseményeként a díjazottak kimentek a fesztiválpalota elé egy közös fotózásra, ahol Sting és Shaggy rövid meglepetéskoncertje várta őket.
A rendezvény alkalmat adott arra, hogy megemlékeztek a közelmúltban elhunyt alkotókról; így Miloš Forman Oscar-díjas amerikai-cseh filmrendezőről, akinek nemzetközi karrierjét elindító Tűz van, babám! című, Csehszlovákiában betiltott filmszatíráját éppen ötven évvel korábban, 1968-ban mutatták volna be cannes-i versenyprogramban, ha a rendezvény nem szakad félbe, illetve – a lázadó művészekkel való szolidaritásból – Forman nem vonta volna vissza filmjét a versenyből. A filmnek egy felújított, 4K sztenderddel digitalizált változatát 2018-ban levetítették a Cannes-i Klasszikusok szekcióban. Ugyancsak megemlékeztek a megnyitó előtti hétvégén, 81 évesen elhunyt Pierre Rissient francia mozirajongó filmtörténész, rendezőről, akinek Cinq et la peau című alkotásának restaurált kópiáját szintén e szekcióban tűzték műsorra.
2018-ban a szokásos egy filmlecke helyett négy olyan nagy művésszel szerveztek közönségtalálkozót, mint Ryan Coogler, Christopher Nolan, John Travolta és Gary Oldman.
A fesztivál hivatalos plakátján Jean-Paul Belmondo és Anna Karina híres csókjelenete volt látható a francia újhullám egyik ikonikus alkotásából, Jean-Luc Godard Bolond Pierrot-jából. Georges Pierre (1927-2003) neves standfotós a két, ellentétes irányba hajtó autóból áthajolva csókolózó párt megörökítő felvételét Flore Maquin grafikus használta fel a plakáthoz.
A magyar filmművészetet a 2018-as fesztivál hivatalos válogatásában nem képviselte alkotás; a Kritikusok Hete párhuzamos rendezvényen mutatkozott be Szilágyi Zsófia a Magyar Nemzeti Filmalap Inkubátor Programjában készült Egy nap című filmdrámájával, amelyben egy 40-es éveiben járó, családos nyelvtanárnő, Anna (Szamosi Zsófia) egy percekre beosztott, eseményekben dús napját mutatja be. A filmes esemény két párhuzamos szekciójának első- és másodfilmjei közül a nemzetközi kritikusok zsűrije ezt az alkotást részesítette elismerésben, értékelve „a pontos operatőri munkát és az erőteljes rendezést [amely] rendkívüli intenzitással és feszültséggel közvetít egy teljesen hétköznapi helyzetet, érzéssel, humorral és drámával. Meglehetősen magabiztos debütálás.” Tekintettel arra, hogy elsőfilmes alkotóról van szó, az Egy nap részt vett az Arany Kameráért folyó versenyben is.

### 5050x2020 charta
A nemek közötti egyenlőség filmes szakmán belül való elérése érdekében mozgalmat indított a francia 5050x2020 Kollektíva. A cannes-i filmfesztivállal kapcsolatban látványos statisztikát közöltek: 1946 és 2018 között bemutatott 1727 film alkotói közül mindössze 82 volt nő, közülük egy kapott Arany Pálmát – Jane Campion (1993) –, hárman pedig Nagydíjat – Mészáros Márta (1984), Kavasze Naomi, (2007) és Alice Rohrwacher (2014) –, s a 71 fesztivál elnökeinek csupán 17 %-a volt nő. A mozgalom elveit elfogadó filmesek közül május 12-én – utalva a női rendezők számára – 82-en vonultak fel a vörös szőnyegen, közöttük a fesztiválelnök Cate Blanchett és Agnès Varda filmrendező.
Az eseményt követően a három fő, párhuzamos cannes-i filmes rendezvény (Cannes-i Fesztivál, Kritikusok Hete és Rendezők Kéthete) elnöke aláírta az 5050x2020 charta a film-, audiovizuális és mozgóképfesztiválok paritásáért és sokszínűségéért elnevezésű kezdeményezést, amelyben egy rövid átmenettel vállalást tettek a paritás, a sokszínűség, és az átláthatóság érvényre juttatása érdekében, továbbá minden évben közzé teszik az ezekkel kapcsolatos fejleményeket. Egyúttal felkérték a jelentősebb filmes rendezvényeket, csatlakozzanak a kezdeményezéshez.

## Zsűri

### Versenyprogram

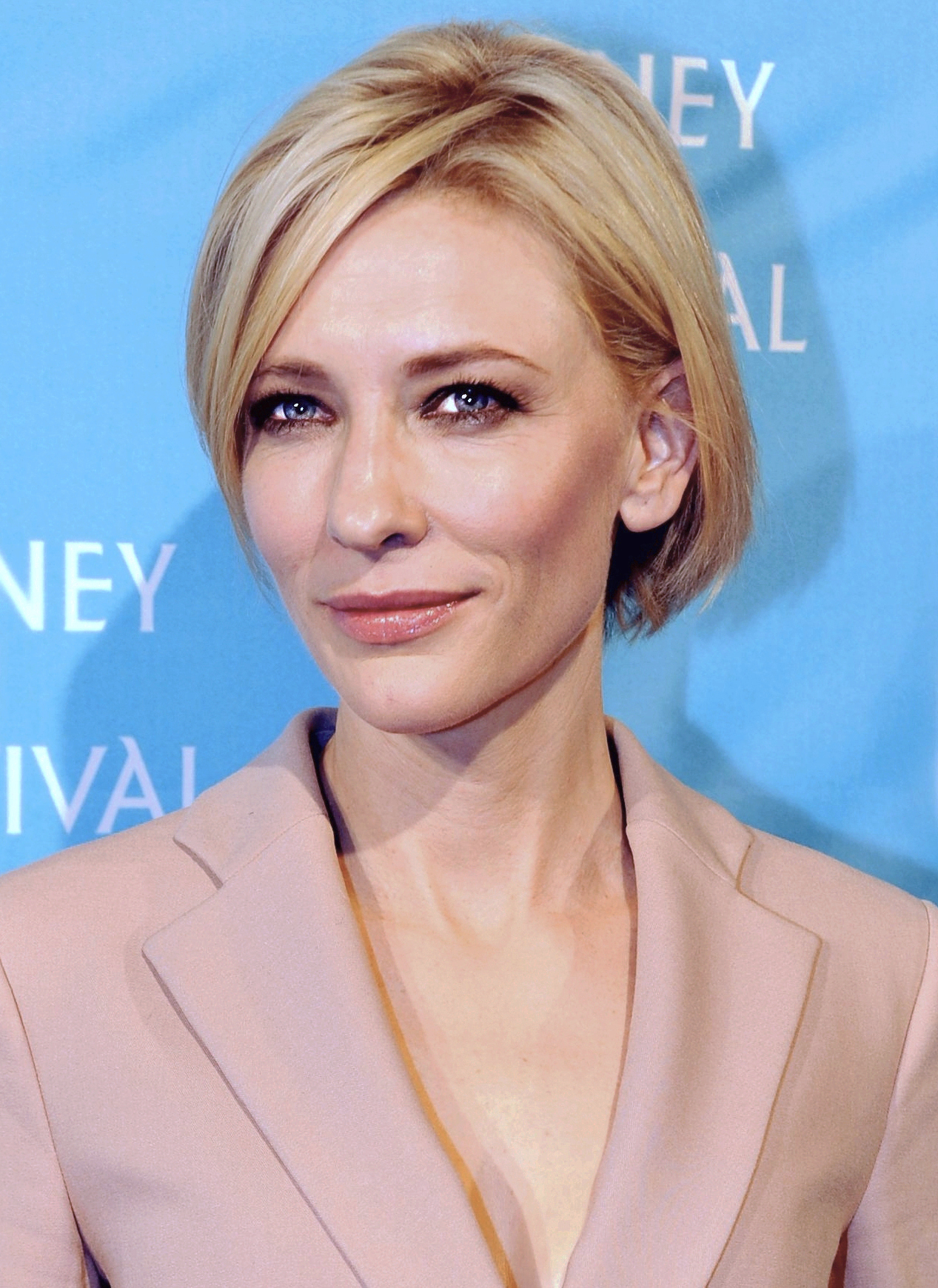
Cate Blanchett zsűrielnök

- Cate Blanchett színésznő –  Ausztrália – a zsűri elnöke
- Csang Csen (Chang Chen) színész  Tajvan
- Ava DuVernay forgatókönyvíró, rendező, filmproducer  Amerikai Egyesült Államok
- Robert Guédiguian rendező, forgatókönyvíró, filmproducer  Franciaország
- Khadja Nin zeneszerző, énekes  Burundi
- Léa Seydoux színésznő  Franciaország
- Kristen Stewart színésznő  Amerikai Egyesült Államok
- Denis Villeneuve forgatókönyvíró, rendező  Kanada
- Andrej Zvjagincev forgatókönyvíró, rendező  Oroszország

### Cinéfondation és rövidfilmek
- Bertrand Bonello filmrendező  Franciaország – a zsűri elnöke
- Valeska Grisebach filmrendező, forgatókönyvíró, producer  Németország
- Khalil Joreige filmrendező, fotográfus, vizuális művész  Libanon
- Alante Kavaite forgatókönyvíró, rendező  Litvánia /  Franciaország
- Ariane Labed színésznő  Franciaország

### Un Certain Regard
- Benicio del Toro színész  Puerto Rico – a zsűri elnöke
- Kantyemir Balagov filmrendező  Oroszország
- Julie Huntsinger, a Telluride-i filmfesztivál igazgatója  Amerikai Egyesült Államok
- Annemarie Jacir forgatókönyvíró, filmrendező  Palesztina
- Virginie Ledoyen színésznő  Franciaország

### Arany Kamera
- Ursula Meier filmrendező  Svájc – a zsűri elnöke
- Marie Amachoukeli filmrendező  Franciaország
- Iris Brey író, rendező, filmkritikus  Franciaország /  Amerikai Egyesült Államok
- Sylvain Face, a Cinéphase utómunka-stúdió elnöke  Franciaország
- Jeanne Lapoirie operatőr  Franciaország
- Arnaud és Jean-Marie Larrieu forgatókönyvírók és rendezők  Franciaország

## Hivatalos válogatás

### Nagyjátékfilmek versenye
- Ahlat Ağacı (A vadkörtefa) – rendező: Nuri Bilge Ceylan
- Ajka / Айка – rendező: Szergej Dvorcevoj
- Beoning (Gyújtogatók) – rendező: I Cshangdong (이창동, Lee Chang-dong)
- BlacKkKlansman (Csuklyások – BlacKkKlansman) – rendező: Spike Lee
- Capharnaüm (Kafarnaum – A remény útja) – rendező: Nadine Labaki
- Csiang hu er nu (Jiang hu er nu)[25] – rendező: Csia Csang-ko (Jia Zhang-ke)
- Dogman (Dogman – Kutyák királya) – rendező: Matteo Garrone
- En guerre (Sztrájk a gyárban) – rendező: Stéphane Brizé
- Lazzaro Felice (A szent és a farkas) – rendező: Alice Rohrwacher
- Le livre d’image – rendező: Jean-Luc Godard
- Les filles du soleil – rendező: Eva Husson
- Leto (Nyár) – rendező: Kirill Szerebrennyikov
- Netemo szametemo – rendező: Hamagucsi Rjúszuke
- Plaire aimer et courir vite (Bocsáss meg, kedvesem!) – rendező: Christophe Honoré
- Manbiki kazoku (Bolti tolvajok)[1] – rendező: Koreeda Hirokazu
- Se rokh (Három nő)[12] – rendező: Dzsafar Panahi
- Todos lo saben (Mindenki tudja)[26] – rendező: Aszhar Farhadi
- Un couteau dans le cœur – rendező: Yann Gonzalez
- Under the Silver Lake (Kaliforniai rémálom) – rendező: David Robert Mitchell
- Yomeddine – rendező: A. B. Shawky
- Zimna wojna (Hidegháború) – rendező: Paweł Pawlikowski

### Nagyjátékfilmek versenyen kívül
- Solo: A Star Wars Story (Solo: Egy Star Wars-történet) – rendező: Ron Howard
- Le grand bain (Szabadúszók) – rendező: Gilles Lellouche
- The House That Jack Built (A ház, amit Jack épített) – rendező: Lars von Trier
- The Man Who Killed Don Quixote (Az ember, aki megölte Don Quijotét) – rendező: Terry Gilliam

#### Cannes-i klasszikusok

##### Restaurált kópiák
- 2001: A Space Odyssey (2001: Űrodüsszeia) – rendező: Stanley Kubrick
- A Ilha dos Amores – rendező: Paulo Rocha
- Al-massir – rendező: Youssef Chahine
- Battement de cœur – rendező: Henri Decoin
- Četri balti krekli – rendező: Rolands Kalniņš
- Cinq et la peau – rendező: Pierre Rissient
- Coup pour coup – rendező: Marin Karmitz
- Cyrano de Bergerac – rendező: Jean-Paul Rappeneau
- Démanty noci (Az éjszaka gyémántjai) – rendező: Jan Němec
- Det sjunde inseglet (A hetedik pecsét) – rendező: Ingmar Bergman
- Driving Miss Daisy (Miss Daisy sofőrje) – rendező: Bruce Beresford
- Enamorada – rendező: [Emilio Fernández
- Fad'jal – rendező: Safi Faye
- Gli specialisti (A szakértő) – rendező: Sergio Corbucci
- Grease – rendező: Randal Kleiser
- Hyènes – rendező: Djibril Diop Mambety
- João a faca e o rio – rendező: George Sluizer
- La hora de los hornos: Notas y testimonios sobre el neocolonialismo, la violencia y la liberación – rendező: Fernando Solanas
- La religieuse (Az apáca) – rendező: Jacques Rivette
- Ladri di biciclette (Biciklitolvajok) – rendező: Vittorio De Sica
- Lamb – rendező: Paulin Soumanou Vieyra
- Le Grand Bleu (A nagy kékség) – rendező: Luc Besson
- L'une chante, l'autre pas (Az egyik énekel, a másik nem) – rendező: Agnès Varda
- Out of Rosenheim (Bagdad Café – rendező: Percy Adlon
- The Apartment (Legénylakás) – rendező: Billy Wilder
- Tôkyô monogatari (Tokiói történet) – rendező: Ozu Jaszudzsiró
- Vertigo (Szédülés) – rendező: Alfred Hitchcock
- Vojna i mir (Война и мир / Háború és béke I.–IV.) – rendező: Szergej Bondarcsuk

##### A filmművészettel kapcsolatos rövid- és dokumentumfilmek
- Be Natural: The Untold Story of Alice Guy-Blaché – rendező: Pamela B. Green
- Jane Fonda in Five Acts – rendező: Susan Lacy
- Bergman — ett år, ett liv – rendező: Jane Magnusson
- Searching for Ingmar Bergman – rendező: Margarethe von Trotta
- The Eyes of Orson Welles – rendező: Mark Cousins

#### Éjféli előadások
- Arctic – rendező: Joe Penna
- Fahrenheit 451 – rendező: Ramin Bahrani
- Gongcshak (공작, Gongjak) – rendező: Jun Csongbin (윤종빈, Yoon Jong-bin)
- Whitney – rendező: Kevin Macdonald

#### Különleges előadások
- 10 Years in Thailand – rendező: Aditya Assarat, Wisit Sasanatieng, Chulayarnon Sriphol & Apichatpong Weerasethakul
- Another Day of Life – rendező: Damian Nenow és Raúl de la Fuente
- La traversée – rendező: Romain Goupil
- Les âmes mortes – rendező: Vang Ping (Wang Bing)
- Libre [27] – rendező: Michel Toesca
- O grande circo místico – rendező: Carlo Diegues
- Pope Francis – A Man of His Word – rendező: Wim Wenders
- The State Against Mandela and the Others – rendező: Gilles Porte, Nicolas Champeaux

### Un Certain Regard
- À genoux les gars – rendező: Antoine Desrosières
- Chuva é Cantoria na Aldeia dos Mortos – rendező: João Salaviza és Renée Nader Messora
- Die Stropers – rendező: Etienne Kallos
- Donbasz / Донбáс (Donyeci történetek)[28] – rendező: Szergej Loznica
- El ángel – rendező: Luis Ortega
- Euphoria – rendező: Valeria Golino
- Girl (Lány) – rendező: Lukas Dhont
- Gräns (Határeset) – rendező: Ali Abbasi
- Gueule d’ange – rendező: Vanessa Filho
- In My Room – rendező: Ulrich Köhler
- Les chatouilles – rendező: Andréa Bescond, Eric Metayer
- Manto – rendező: Nandita Das
- Mon tissu préféré – rendező: Gaya Jiji
- Muere, monstruo, muere – rendező: Alejandro Fadel
- Rafiki – rendező: Wanuri Kahiu
- Sofia – rendező: Meryem Benm’Barek
- The Gentle Indifference of the World (A világ gyengéd közönye) – rendező: Adilhan Jerzsanov
- Ti csiu cuj hou je van (Di qiu zui hou de ye wan) [29] – rendező: Pi Kan (畢贛, Bi Gan)

### Rövidfilmek versenye
- All These Creatures – rendező: Charles Williams
- Caroline – rendező: Celine Held, Logan George
- Duality – rendező: Szató Maszahiko, Kavamura Genki, Szeki Jutaro, Tojota Maszajuki, Hirasze Kentaro
- Gabriel – rendező: Oren Gerner
- III – rendező: Marta Pajek
- Jen pien sao nien (Yan bian shao nian)[30]– rendező: Vej Sucsün (魏書君, Wei Shujun)
- Judgement – rendező: Raymund Ribay Gutierrez
- Tariki – rendező: Saeed Jafarian

### Cinéfondation
- Albastru si Rosu, in proportii egale – rendező: Georgiana Moldoveanu (Universitatea Națională de Artă Teatrală și Cinematografică „Ion Luca Caragiale”,  Románia)
- Cinco minutos afuera – rendező: Constanza Gatti (Universidad del Cine,  Argentína)
- Cosi in terra – rendező: Pier Lorenzo Pisano (Centro Sperimentale di Cinematografia,  Olaszország)
- Dolfin Megumi – rendező: On Aharon (Steve Tisch School of Film & Television, Tel Aviv University,  Izrael)
- Dots – rendező: Eryk Lenartowicz (Australian Film, Television and Radio School (AFTRS)  Ausztrália)
- El verano del leon electrico – rendező: Diego Cespedes  (Universidad de Chile - Instituto de la Comunicación e Imagen (ICEI)  Chile)
- End of Season – rendező: Zhannat Alshanova (The London Film School,  Egyesült Királyság)
- Fragment de drame – rendező: Laura Garcia (La Fémis,  Franciaország)
- I Am My Own Mother – rendező: Andrew Zox (San Francisco State University,  Amerikai Egyesült Államok)
- Inanimate – rendező: Lucia Bulgheroni (National Film and Television School,  Egyesült Királyság)
- Inny – rendező: Maria Magnuska (Państwowa Wyższa Szkoła Filmowa, Telewizyjna i Teatralna im. Leona Schillera w Łodzi,  Lengyelország)
- Kalendar – rendező: Igor Poplauhin (Moszkovszkaja Skola Novogo Kino  Oroszország)
- Los tiempos de Hector – rendező: Ariel Gutierrez (Centro de Capacitación Cinematográfica (CCC),  Mexikó)
- Mesle bache Adam – rendező: Arian Vazirdaftari (Tehran University of Art,  Irán)
- Palm Trees and Power Unes – rendező: Jamie Dack (New York University Tisch School of the Arts,  Amerikai Egyesült Államok)
- Sailors Delight – rendező: Louise Aubertin, Éloïse Girard, Marine Meneyrol, Jonas Ritter, Loucas Rongeart, Amandine Thomoux (École Supérieure des Métiers Artistiques (ESMA),  Franciaország)
- Tung vu hsziung meng (Dong wu xiong meng) – rendező: Ti Sen (Di Shen) (Shanghai Theater Academy (STA)  Kína)

## Párhuzamos rendezvények

### Kritikusok Hete

#### Nagyjátékfilmek
- Chris the Swiss – rendező: Anja Kofmel
- Diamantino – rendező: Gabriel Abrantes és Daniel Schmidt
- Egy nap – rendező: Szilágyi Zsófia
- Fuga – rendező: Agnieszka Smoczyńska
- Kona fer í stríð (Izlandi amazon) – rendező: Benedikt Erlingsson
- Sauvage – rendező: Camille Vidal-Naquet
- Sir (Tű, cérna, szerelem) – rendező: Rohena Gera

#### Rövidfilmek
- Amor, Avenidas Novas – rendező: Duarte Coimbra
- Ektoras Malo : I Teleftea Mera Tis Chronias – rendező: Jacqueline Lentzou
- Ja normalnij – rendező: Michael Borodin
- La persistente – rendező: Camille Lugan
- Mo-Bum-Shi-Min – rendező: Kim Cheol-hwi
- Pauline asservie – rendező: Charline Bourgeois-Tacquet
- Rapaz – rendező: Felipe Gálvez
- Schächer – rendező: Flurin Giger
- Tiikeri – rendező: Mikko Myllylahti
- Un jour de mariage – rendező: Elias Belkeddar

#### Külön előadások

##### Nagyjátékfilmek
- Guy – rendező: Alex Lutz
- Nos batailles (Életem értelmei) – rendező: Guillaume Senez
- Shéhérazade – rendező: Jean-Bernard Marlin
- Wildlife (Vadon) – rendező: Paul Dano

##### Kisfilmek
- La Chute – rendező: Boris Labbé
- Third Kind – rendező: Yorgos Zois
- Ultra Pulpe – rendező: Bertrand Mandico

### Rendezők Kéthete

#### Nagyjátékfilmek
- Amin – rendező: Philippe Faucon
- Carmen y Lola (Carmen és Lola) – rendező: Arantxa Echevarria
- Climax (Klimax) – rendező: Gaspar Noé
- Cómprame un revólver – rendező: Julio Hernández Cordón
- El motoarrebatador – rendező: Agustín Toscano
- En Liberté! – rendező: Pierre Salvadori
- Joueurs – rendező: Marie Monge
- La strada dei Samouni[31] – rendező: Stefano Savona
- Le monde est à toi – rendező: Romain Gavras
- Leave No Trace (Ne hagyj nyomot!) – rendező: Debra Granik
- Les confins du monde – rendező: Guillaume Nicloux
- Los silencios – rendező: Beatriz Seigner
- Mandy (Mandy – A bosszú kultusza) – rendező: Panos Cosmatos
- Ming vang hszing si ko (Ming wang xing shi ke) [32] – rendező: Csang Ming (章明, Zhāng Míng)
- Mirai (Mirai – Lány a jövőből) – rendező: Mamoru Hosoda
- Pájaros de verano (Az átkelés madarai) – rendező: Ciro Guerra és Cristina Gallego
- Petra – rendező: Jaime Rosales
- Teret – rendező: Ognjen Glavonić
- Troppa grazia (Lucia látomásai) – rendező: Gianni Zanasi
- Weldi – rendező: Mohamed Ben Attia

#### Rövidfilmek
- Basses – rendező: Félix Imbert
- Ce magnifique gâteau – rendező: Emma De Swaef és Marc Roels
- La chanson – rendező: Tiphaine Raffier
- La lotta – rendező: Marco Bellocchio
- La nuits des sacs plastiues – rendező: Gabriel Harel
- Las cruces – rendező: Nicolas Boone
- Le sujet – rendező: Patrick Bouchard
- O órfão – rendező: Carolina Markowicz
- Our Song to War – rendező: Juanita Onzaga
- Ship Day – rendező: Patrick Bresnan, Ivette Lucas

## Díjak

### Nagyjátékfilmek
- Arany Pálma: Manbiki kazoku (Bolti tolvajok)[1] – rendező: Koreeda Hirokazu
- Nagydíj: Csuklyások – BlacKkKlansman – rendező: Spike Lee
- A zsűri díja: Capharnaüm (Kafarnaum – A remény útja) – rendező: Nadine Labaki
- Legjobb rendezés díja: Paweł Pawlikowski – Zimna wojna (Hidegháború)
- Legjobb női alakítás díja: Szamal Eszljamova – Ajka / Айка
- Legjobb férfi alakítás díja: Marcello Fonte – Dogman (Dogman – Kutyák királya)
- Legjobb forgatókönyv díja (megosztva): 
  - Dzsafar Panahi – Se rokh (Három nő)[12]
  - Alice Rohrwacher – Lazzaro Felice (A szent és a farkas)
- Különleges Arany Pálma: Le livre d’image – rendező: Jean-Luc Godard

### Un Certain Regard
- Un Certain Regard-díj: Gräns (Határeset) – rendező: Ali Abbasi
- A zsűri díja: Chuva é Cantoria na Aldeia dos Mortos – rendező: João Salaviza és Renée Nader Messora
- A rendezés díja: Szergej Loznica – Donbasz / Донбáс (Donyeci történetek)[33]
- A legjobb forgatókönyv díja: Sofia – forgatókönyvíró és rendező: Meryem Benm’Barek
- A legjobb alakítás díja: Victor Polster – Girl (Lány)

### Rövidfilmek
- Arany Pálma (rövidfilm): All These Creatures – rendező: Charles Williams
- A zsűri külön dicsérete (rövidfilm): Jen pien sao nien (Yan bian shao nian)[30]– rendező: Vej Sucsün (魏書君, Wei Shujun)

### Cinéfondation
- A Cinéfondation első díja: El verano del leon electrico – rendező: Diego Cespedes
- A Cinéfondation második díja (megosztva): 
  - Kalendar – rendező: Igor Poplauhin
  - Tung vu hsziung meng (Dong wu xiong meng) – rendező: Ti Sen (Di Shen)
- A Cinéfondation harmadik díja: Inanimate – rendező: Lucia Bulgheroni

### Arany Kamera
- Arany Kamera: Girl (Lány)[34] – rendező: Lukas Dhont

### Egyéb díjak
- FIPRESCI-díj:
  - Beoning (Gyújtogatók) – rendező: I Cshangdong (이창동, Lee Chang-dong)
  - Girl (Lány)[35] – rendező: Lukas Dhont
  - Egy nap[36] – rendező: Szilágyi Zsófia
- Technikai nagydíj: Sin Dzsunhi (신준희, Shin Joom-hee) látványtervező és art director[37] – Beoning (Gyújtogatók)
- Cannes-i Filmzene díj: [[Roma Zver}}, German Oszipov zeneszerző – Leto Nyár
- Ökumenikus zsűri díja: Capharnaüm (Kafarnaum – A remény útja)[38] – rendező: Nadine Labaki
- Ökumenikus zsűri külön dicsérete: Csuklyások – BlacKkKlansman[38] – rendező: Spike Lee
- François Chalais-díj: Yomeddine – rendező: Abu Bakr Shawky
- A polgárság díja: Capharnaüm (Kafarnaum – A remény útja)[15] – rendező: Nadine Labaki
- Arany Szem: La strada dei Samouni [39] – rendező: Stefano Savona
- Arany Szem külön dicséret:
  - Libre – rendező: Michel Toesca
  - The Eyes of Orson Welles – rendező: Mark Cousins
- Queer Pálma: Girl (Lány) [40] – rendező: Lukas Dhont
- Queer Pálma (kisfilm): O Órfão [39] – rendező: Carolina Markowicz
- Chopard Trófea: Elizabeth Debicki, Joe Alwyn